# Xylopia katangensis
Xylopia katangensis är en kirimojaväxtart som beskrevs av De Wild. Xylopia katangensis ingår i släktet Xylopia och familjen kirimojaväxter. Utöver nominatformen finns också underarten X. k. gillardinii.